# Rudolf Beck (Gemeindevorsteher)
Rudolf Beck (* 6. November 1900 in Hohenelbe, Bezirk Trautenau; Österreichisch-Ungarische Monarchie; † 16. Oktober 1988 in Náchod, Tschechoslowakei) war ein Überlebender des Holocaust. Ab 1947 war er Vorstand der wiederbegründeten Jüdischen Gemeinde Náchod, die während der kommunistischen Herrschaft Ende der 1960er Jahre aufgelöst wurde.

## Leben
Rudolf Becks Eltern waren Josef Beck und Marie Beck, geborene Aron. 1902 zog die Familie von Hohenelbe nach Náchod, wo der Vater eine Stellung als Angestellter bei der Textilfabrik Jakob/Jakub Pick antrat. Dort besuchte Rudolf Beck das Gymnasium, das er mit 17 Jahren unterbrach, um als Freiwilliger in die Österreichische Armee einzutreten und am Ersten Weltkrieg teilzunehmen. Nach Kriegsende setzte er seine Gymnasialausbildung fort und legte 1920 das Abitur ab. Von 1922 bis 1928 arbeitete er in Bulgarien, wo er mehrere tschechische Textilfirmen vertrat, für die er zugleich die Absatzmärkte auf dem Balkan erschließen sollte. Danach trat er in die ehemalige Textilfärberei Ludvík/Ludwig Pick in Náchod ein, die damals als „Přadelna a barevna a.s.“ firmierte und deren Direktor Mořic/Moritz Loew war. Mit dessen Tochter Vilma vermählte er sich im Jahre 1930. 1932 wurde ihnen Sohn Tomáš geboren. Im Rahmen der Mobilmachung in der Tschechoslowakei 1938 trat er als Offizier in die Tschechoslowakische Armee ein. Bei der allgemeinen Mobilmachung im September 1938 wurde er zum Kriegsdienst berufen, der jedoch durch das Münchner Abkommen aufgehoben wurde.
Nach dem Brand der Náchoder Lagerhalle Welzel (požar Welzelova skladiště) in der Nacht vom 30. auf den 31. August 1941 wurde Rudolf Beck auf Befehl der Gestapo grundlos verhaftet und am 9. September 1941 in die Kleine Festung Theresienstadt gebracht. Am 1. November 1941 wurde er entlassen. Wie fast alle Náchoder Juden wurde er und seine Familie am 17. Dezember 1942 in das KZ Theresienstadt deportiert. Von dort wurde er am 29. September 1944 in das KZ Auschwitz (Häftlings-Nr. B 1-1414) gebracht. Seine Frau wurde zusammen mit ihrem Sohn am 4. Oktober 1944 mit einem der letzten Transporte ebenfalls nach Auschwitz deportiert und dort sofort von ihrem 12-jährigen Sohn getrennt. Kurze Zeit später wurde sie in das Flossenbürger Arbeitslager in Freiberg in Sachsen gebracht, wo sie in einer Flugzeugfabrik schwere Arbeit verrichten musste. 
Wie schon in Theresienstadt meldete sich Rudolf Beck in Auschwitz als Zimmerer. Er wurde dem KZ Auschwitz III Monowitz zugewiesen, einem Arbeitslager der Buna-Werke der I.G. Farben AG. Zusammen mit den anderen Häftlingen wurde Josef Beck am 27. Januar 1945 durch die Rote Armee befreit. Wegen totaler Entkräftung konnte er erst am 23. Mai 1945 nach Náchod zurückkehren. Dort traf er auf seine Mutter, die dem Holocaust entkommen war, sowie seine Frau, die ebenfalls den Holocaust überlebt hatte. Als das Arbeitslager in Freiberg im April 1944 aufgelöst worden war, wurden die Häftlinge, unter ihnen Vilma Beck, in einem offenen Eisenbahnwagen in das KZ Mauthausen transportiert. Bei einem Halt in Budweis sprang sie mit einer Prager Cousine aus dem Waggon und versteckte sich im nächsten Dorf Včelná. Von dort gingen sie zu Fuß nach Prag. Nicht zurückgekehrt ist ihr Sohn, der in  Auschwitz zu Tode gekommen war. 
Rudolf Beck erhielt bald eine leitende Stellung in der Textilfabrik Pick in Velké Poříčí. Daneben erwarb er sich in den nächsten zwei Jahren zusammen mit Egon Pick Verdienste um Tausende jüdische Flüchtlinge aus Osteuropa sowie um Frauen aus dem unweit gelegenen Außenlager des KZ Groß Rosen in Sackisch, das bis Kriegsende zum preußischen Landkreis Glatz gehört hatte. Sie alle kamen über den nahen, nunmehr polnisch-tschechischen Grenzübergang Běloves nach Nachod und wollten weiter in die Amerikanische Zone bzw. nach Palästina. In Náchod erhielten sie Nahrung und Übernachtungsmöglichkeiten, zudem wurden sie gesundheitlich betreut und mit dem Nötigsten eingekleidet. An einzelnen Tagen wurden Züge mit bis zu 600 Flüchtlingen zusammengestellt. Die Aktion wurde vom Tschechischen Roten Kreuz organisiert und finanziell vom amerikanischen Joint Distribution Committee unterstützt. 
Nach dem Februarumsturz 1948, mit dem die Kommunistische Partei an die Macht gelangt war, verlor Rudolf Beck aus politischen Gründen seine Stellung in der Textilfabrik und durfte nur noch untergeordnete Arbeiten verrichten. Bis 1957 arbeitete er als Hilfsarbeiter im Textilverband Rubena in Náchod, danach musste er am Bahnhof Ware aus Waggons entladen. In den 1960er Jahren arbeitete er als Lagerist in einer Autowerkstatt.
Rudolf Beck, der seiner Tochter Marie Beck-Talafantová (1947–2006) die von ihm verfassten Lebenserinnerungen „Vzpomínky pro moji dceru“ (Erinnerungen für meine Tochter) gewidmet hatte, starb am 16. Oktober 1988. Seine Asche wurde entsprechend seinem Wunsch im Wildpark des Schlosses Ratibořice verstreut. Die Lebenserinnerungen wurden 1995 postum von seiner Tochter herausgegeben. Das Vorwort stammt vom Náchoder Schriftsteller Josef Škvorecký.